# Thập địa kinh
Thập địa kinh (zh. 十地經, sa. Daśabhūmika, Daśabhūmīśvara) là một phần độc lập của Đại phương quảng Phật hoa nghiêm kinh (sa. buddhāvataṃsaka-sūtra) do Bồ Tát Kim Cương Tạng (sa. vajragarbha) trình bày với Phật về các giai đoạn tu chứng. Một bài luận quan trọng của Thế Thân (sa. Vasubandhu) về Thập địa được Bồ-đề-lưu-chi (sa. Bodhiruci) dịch ra chữ Hán, đã trở thành kinh sách cơ bản của Địa luận tông, một tông phái cổ của Phật giáo Trung Quốc.